# Tyegulgyeti járás

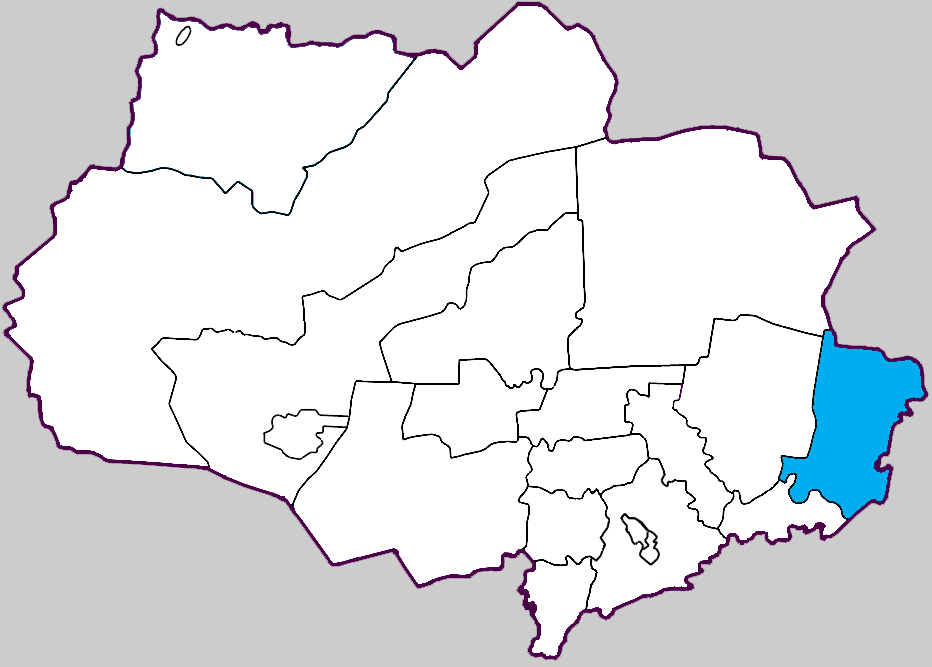
A Tyegulgyeti járás az Tomszki területen

A Tyegulgyeti járás (oroszul Тегульдетский район) Oroszország egyik járása a Tomszki területen. Székhelye Tyegulgyet.

## Népesség
- 1989-ben 9 175 lakosa volt.
- 2002-ben 8 357 lakosa volt.
- 2010-ben 6 937 lakosa volt.